# Pseudogastromyzon fangi
Pseudogastromyzon fangi is een straalvinnige vissensoort uit de familie van de steenkruipers (Balitoridae). De wetenschappelijke naam van de soort is voor het eerst geldig gepubliceerd in 1931 door Nichols.